# 잭 하퍼 (축구 선수)
잭 하퍼(Jack Harper, 1996년 2월 28일 ~ )는 공격수로서 헤타페 CF에서 임대를 통해 스페인의 클럽 라싱 산탄데르에서 뛰고있는 프로 축구선수이다. 스페인에서 태어나 자랐으며 젊었을 시기의 국제 레벨에서 그의 부모의 출생지 스코틀랜드를 대표하였다.

## 생애
스코틀랜드 출신 부모로부터 스페인 안달루시아주 말라가에서 태어났다. 스코틀랜드 액센트의 영어와 스페인어를 구사한다. 푸엥히롤라에서 성장했다.
형제 라이언과 맥 또한 모두 축구 선수들이다.